# Callum Turner
Callum Robilliard Turner (* 15. února 1990 Londýn) je britský herec a model. Je známý především svými filmovými postavami Thesea Scamandera ve filmu Fantastická zvířata: Grindelwaldovy zločiny a Fantastická zvířata: Brumbálova tajemství, Billa Rohana ve filmu Queen and Country, Eliho v E4 sérii Glue a Shauna Emeryho v BBC One televizním seriálu The Capture.
Za svůj výkon ve filmu The Capture získal nominaci na televizní cenu Britské akademie filmového a televizního umění za nejlepšího herce.

## Filmografie

### Film
| Rok  | Název                                       | Role              | Poznámky |
| ---- | ------------------------------------------- | ----------------- | -------- |
| 2014 | Za vlast a královnu                         | Bill Rohan        |          |
| 2015 | Zelená místnost                             | Tiger             |          |
| 2015 | Viktor Frankenstein                         | Alistair          |          |
| 2016 | Assassin’s Creed                            | Nathan            |          |
| 2018 | Fantastická zvířata: Grindelwaldovy zločiny | Theseus Scamander |          |
| 2020 | Emma.                                       | Frank Churchill   |          |
| 2021 | Poslední dopis od milence                   | Anthony O'Hare    |          |
| 2022 | Fantastická zvířata: Brumbálova tajemství   | Theseus Scamander |          |
| 2023 | Hrdinové ve člunu                           | Joe Rantz         |          |

### Televize
| Rok  | Název          | Role            | Poznámky                 |
| ---- | -------------- | --------------- | ------------------------ |
| 2013 | Borgiové       | Calvino         | díl: „Lucreziin gambit“  |
| 2016 | Vojna a mír    | Anatole Kuragin | minisérie, vedlejší role |
| 2024 | Vládcové nebes | mjr. John Egan  | minisérie, hlavní role   |